# Rautenflecksalmler
Der Rautenflecksalmler (Psalidodon anisitsi; Synonyme: Hemigrammus caudovittatus, Hyphessobrycon anisitsi) kommt in Argentinien, Paraguay und Südostbrasilien vor. Die Art wurde nach dem Fänger der Typusexemplare J. D. Anisits benannt.

## Merkmale
Er hat einen gestreckten, seitlich stark abgeflachten Körper und wird 6 bis 8 cm lang. Seine Farbe ist silbrig, der Rücken ist braunoliv, Schwanz-, After- und Bauchflossen sind rötlich oder gelblich. Die obere Hälfte der Iris ist rot. Namensgebend ist ein dunkler, rhombischer Fleck auf der Schwanzwurzel. Männchen sind schlanker und zeigen eine kräftigere Flossenfärbung, die Weibchen sind besonders zur Fortpflanzungszeit plumper.
- Flossenformel: Dorsale 11, Anale 26–27.
- Schuppenformel: mLR 32–34, SL 7–10, QR 12–13.

## Lebensweise
Der Rautenflecksalmler ist ein Schwarmfisch. Er ernährt sich von Würmern, Krebstieren, Insekten und pflanzlichem Material. Beim Laichen geben die sehr produktiven Weibchen bis zu 1000 Eier ab. Die Jungfische schlüpfen temperaturabhängig nach 24 bis 48 Stunden und schwimmen nach weiteren 4 bis 5 Tagen frei.

## Aquaristik

### Haltung und Pflege
Rautenflecksalmler sind eine anpassungsfähige Art, jedoch sollte ihnen viel freier Schwimmraum angeboten werden. Das Aquarium muss mit harten Pflanzen wie Javafarn bepflanzt sein, da zarte Pflanzen gefressen werden.

### Rechtsvorschrift in Österreich
In Österreich sind die Mindestanforderungen zur Haltung von Fischen in der Verordnung 486 im § 7 und deren Anlage 5 definiert, siehe auch Zierfisch.
Speziell für Rautenflecksalmler gilt zusätzlich: Es müssen mindestens 5 Tiere dieser Art gehalten werden und folgende Grenzwerte sind einzuhalten:
|                                  | Wert         | Anmerkung                         |
| -------------------------------- | ------------ | --------------------------------- |
| Mindestgröße des Aquariums       | 80 × 35 × 40 | Länge × Breite × Höhe in [cm]     |
| Bereich für die Wassertemperatur | 18 – 28      | Grad Celsius [°C]                 |
| Bereich für die Wasserhärte      | 0 – 30       | Grad deutscher Gesamthärte [⁰dGH] |
| Bereich pH-Wert                  | 5,0 – 8,0    | Säuregrad                         |
| Maximalwert Nitrat               | 50           | [mg/l]                            |